# كزافييه كورتيس روتشا
كزافييه كورتيس روتشا (بالإسبانية: Xavier Cortés Rocha)‏ هو مهندس معماري ورسام مكسيكي، ولد في القرن العشرين في تامبيكو في المكسيك.